# Hampi
Hampi är en by i södra Indien med "ruinerna i Hampi", ett världsarv som utpekats av Unesco. Området som täcker 27 km² omfattar över 500 monument i ruinstaden Vijayanagara i delstaten Karnataka i Indien. Vijayanagara var en gång huvudstad i Vijayanagarriket, nu totalt förstörd så att utom ruinerna endast den lilla byn Hampi återstår på platsen.

## Etymologi
Namnet kommer från Pampa, vilket är det gamla namnet på Tungabhadrafloden, vid vars strandbankar staden är byggd. Namnet "Hampi" är en angliserad version av Kannadas Hampe (härledd från Pampa). Under årens lopp har det också kallats Vijayanagara och Virupakshapura (från Virupaksha, gudom skyddshelgon av Vijayanagara härskare).

## Tempel
Hampi är känt för sina hinduiska tempel. Några av de mest kända, av dem som än idag används för religiösa syften, är;
- Virupakshatemplet, även känt som Pampapathitemplet. Det sträcker sig 49 meter över marken. Det är ett tempel för gudinnan Shiva, Templet är beläget i Hampibasaren.
- Vittala tempelkomplex är förmodligen det mest kända av Hampis tempelruiner med sin stenchariot.
- Krishna tempelkomplex har under senaste åren renoverats efter att det 1999 skrevs in på Unescos lista över hotade världsarv.[4]
- Hazara Rama tempelkomplex har runt tusen sniderier och inristningar som berättar historien om Ramayana

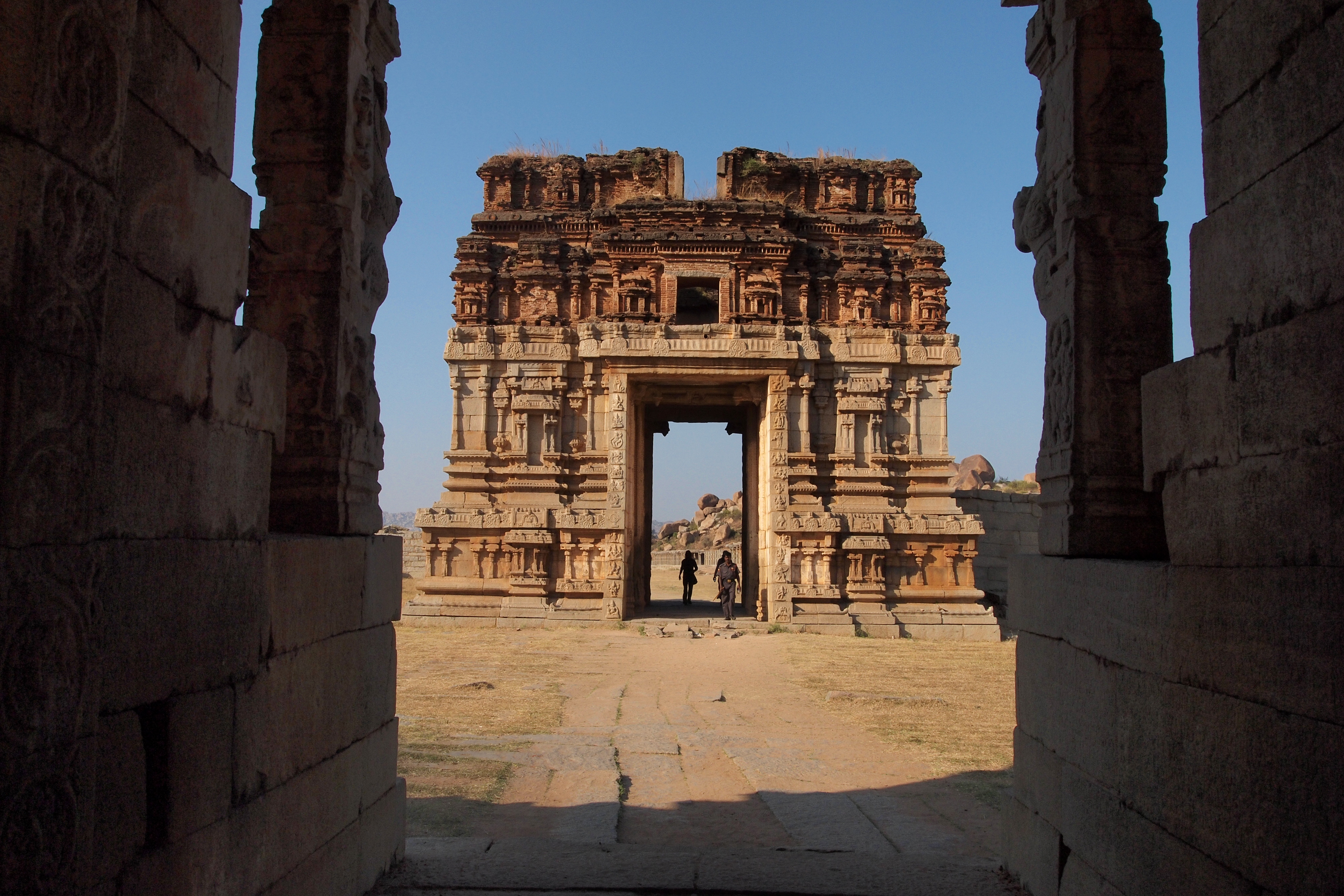
Achyutarayatemplet.
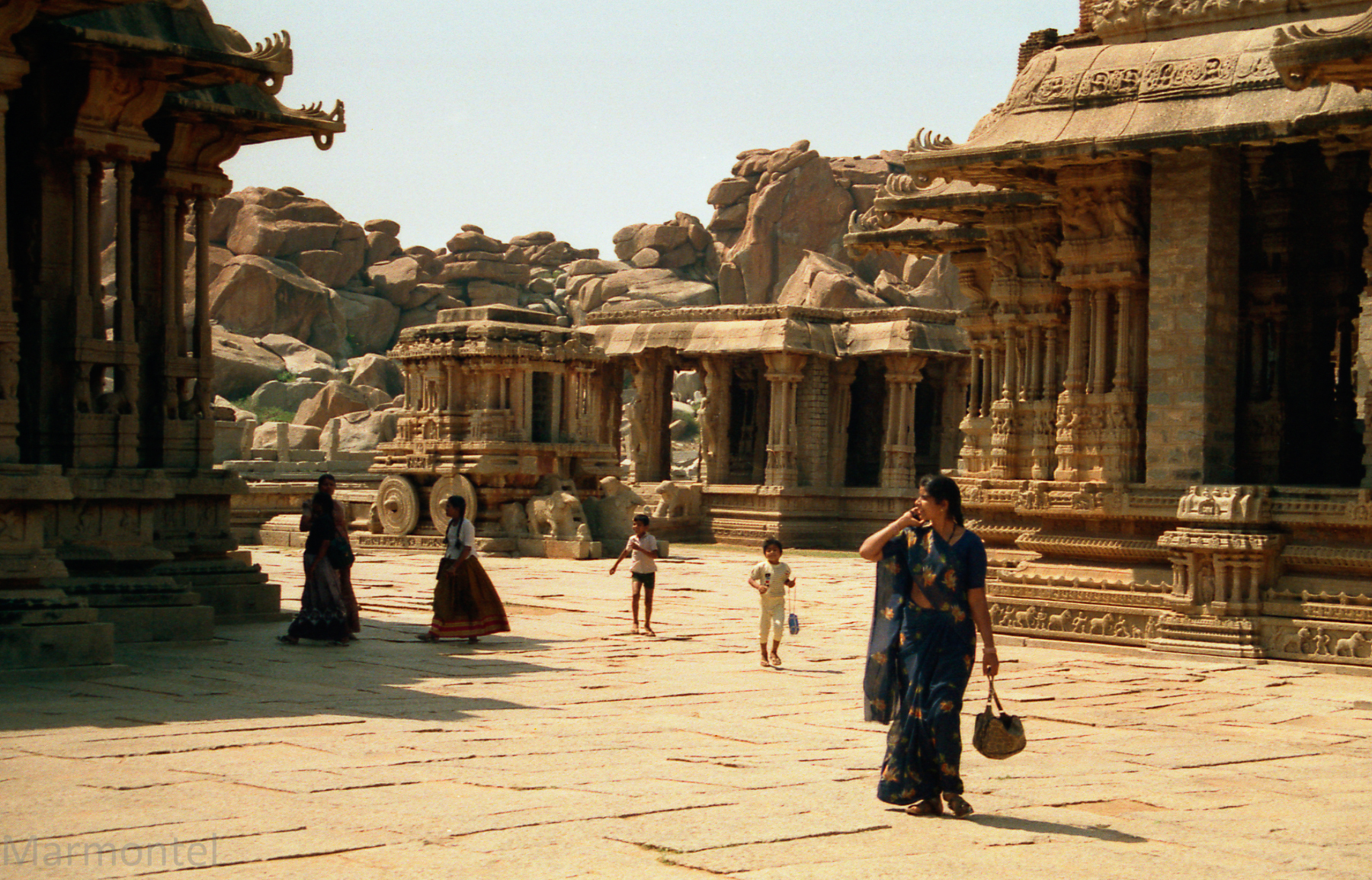
Vittalatemplet, med stencharioten som templet är känt för i bakgrunden.
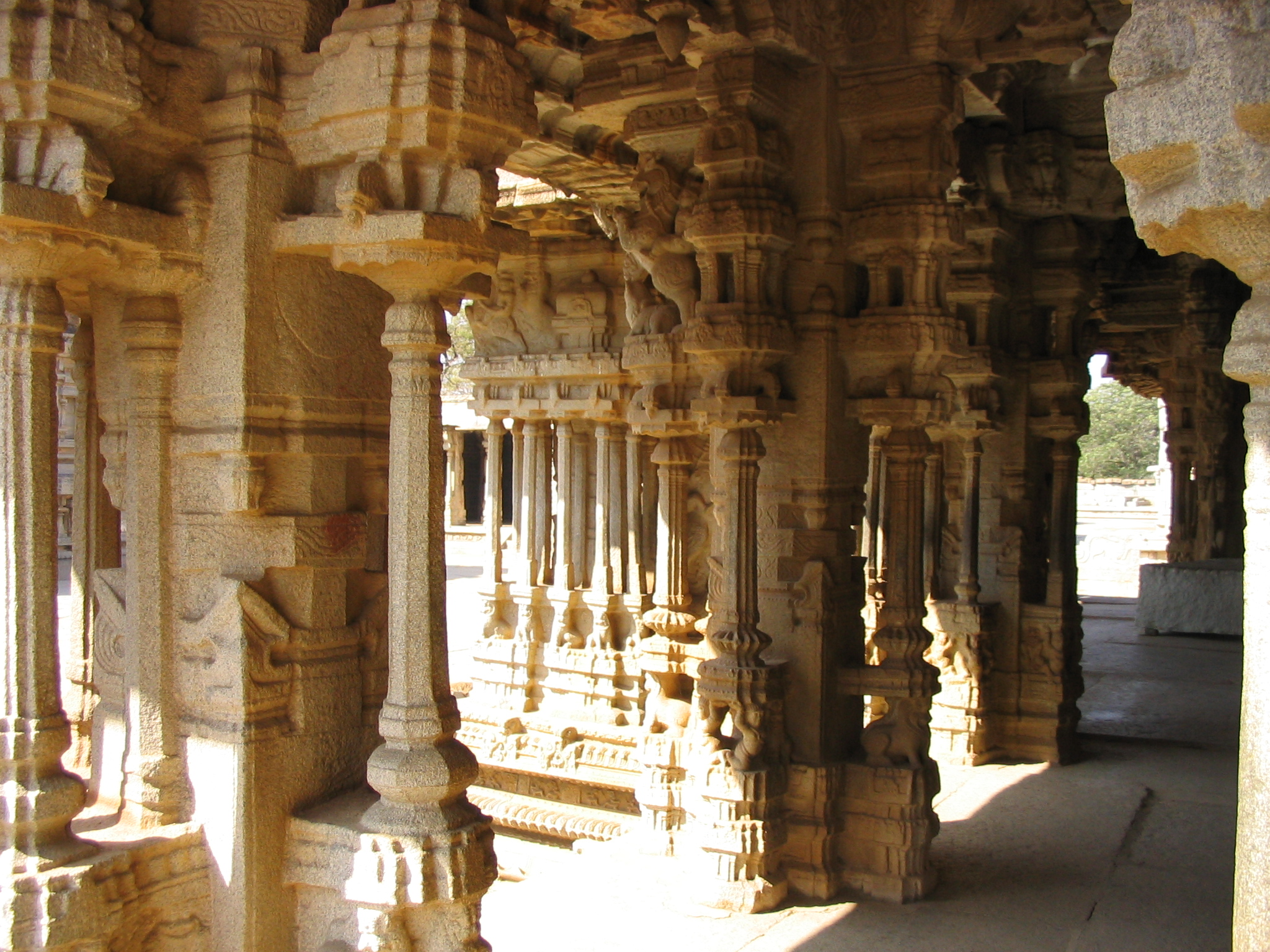
Utsmyckade pelare i Vittahlatemplet.
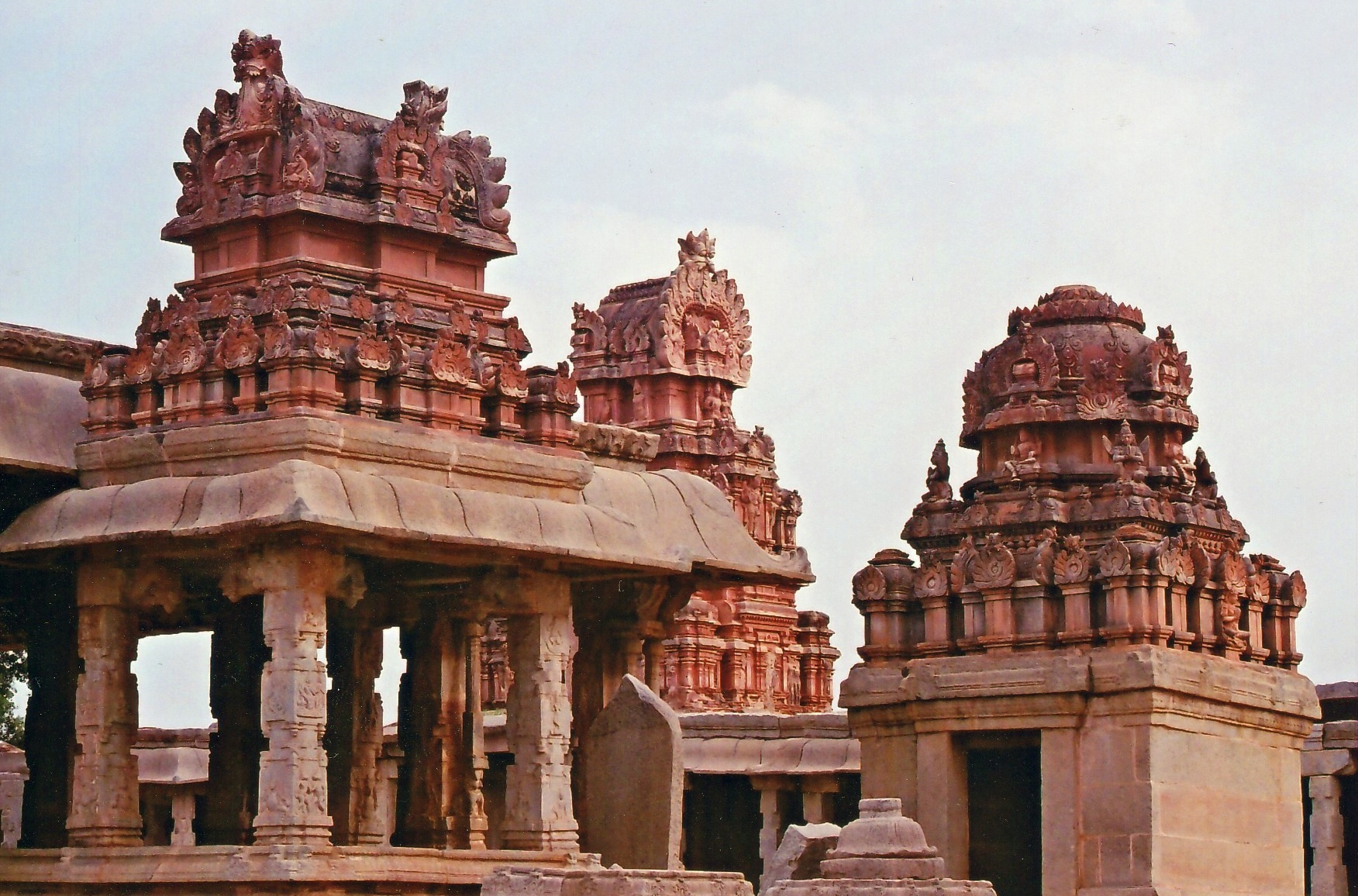
Krishna tempelkomplex.
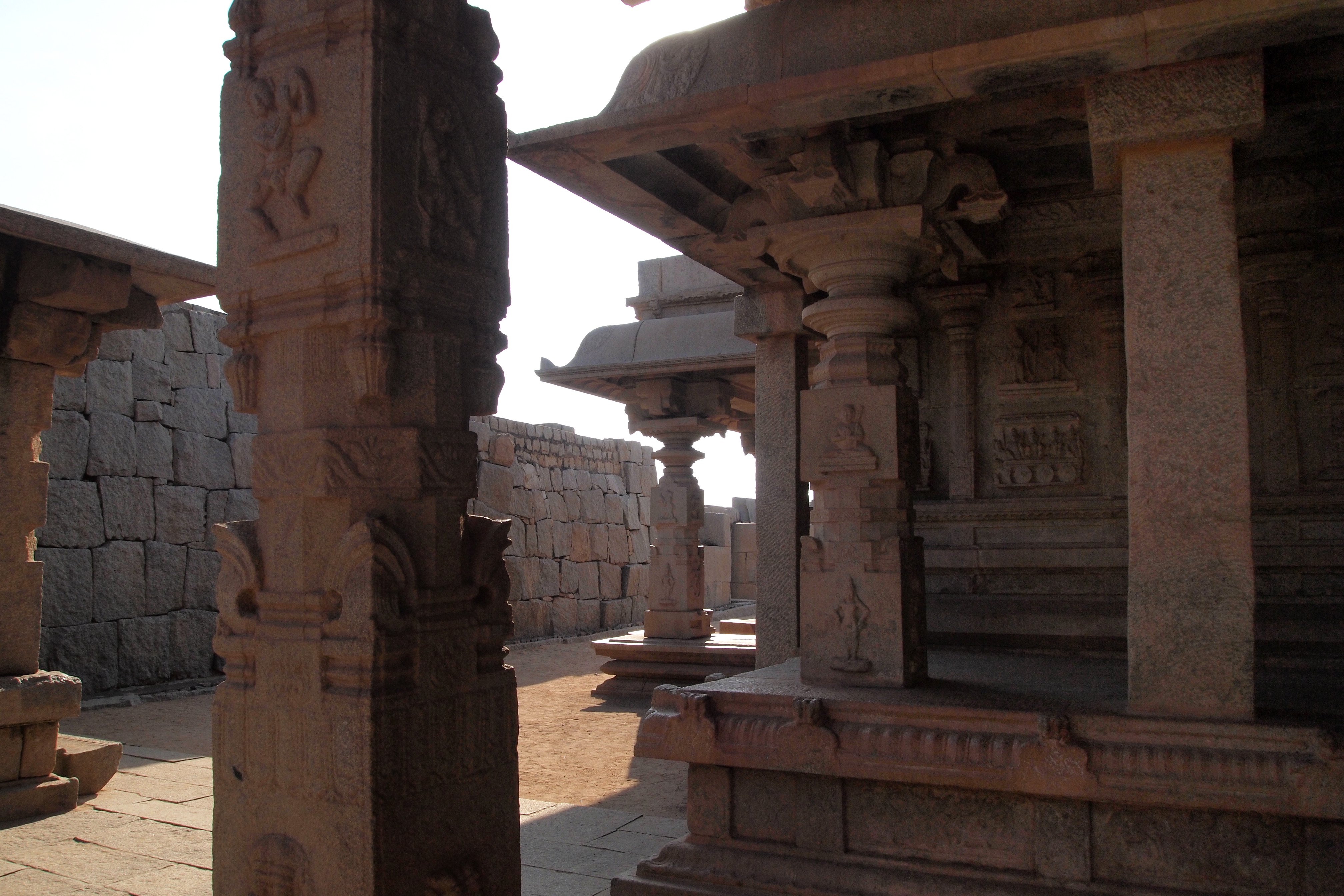
Hazara Rama-templet med några av sina många stenskulpturer.